# ヨハン・ゲオルク・フォン・ザクセン (1704-1774)

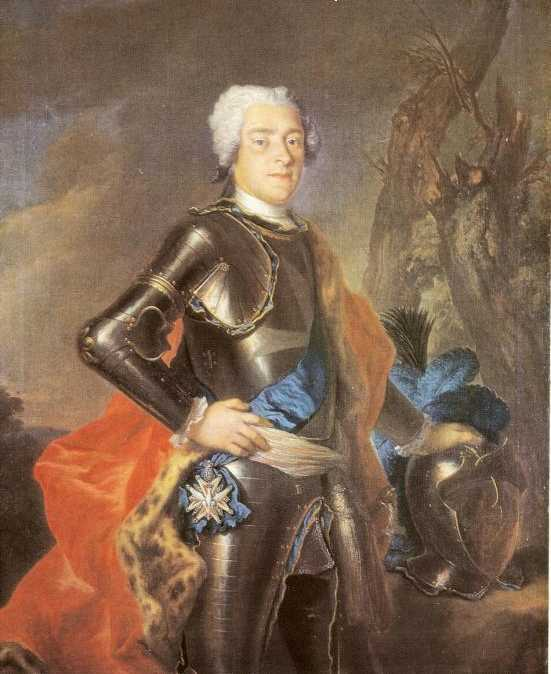
ヨハン・ゲオルク、ルイ・ド・シルヴェストル画、1731年

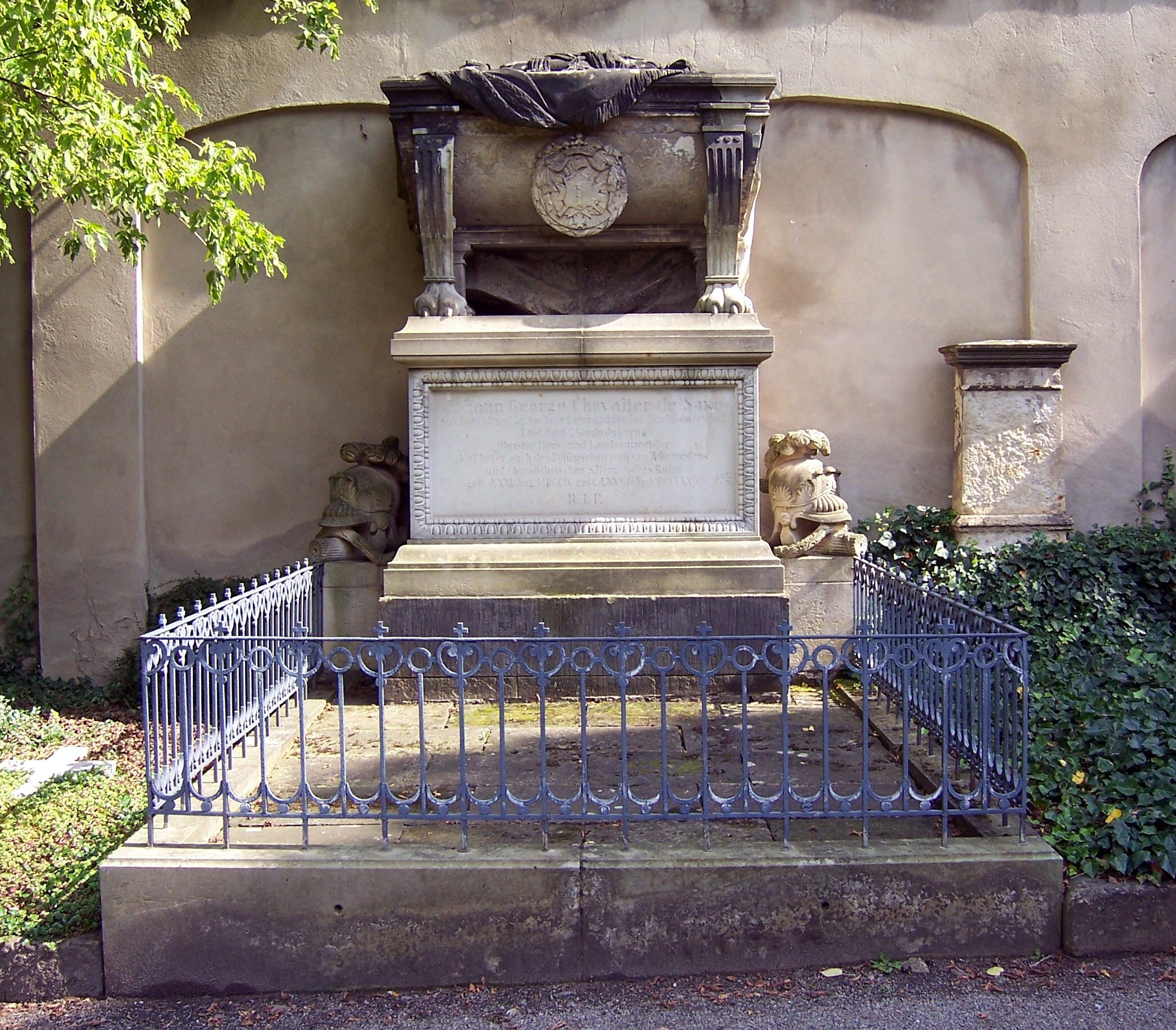
ドレスデンの旧カトリック墓地にあるヨハン・ゲオルクの墓

ヨハン・ゲオルク、シュヴァリエ・ド・サックス（Johann Georg, Chevalier de Saxe）またはヨハン・ゲオルク・フォン・ザクセン（Johann Georg von Sachsen, 1704年8月21日 - 1774年2月25日）は、ドイツ・ザクセン選帝侯領の将軍、ドレスデン市総督。

## 出自・称号
ポーランドとザクセンの統治者アウグスト強王と、ルボミルスカ公爵夫人カタリーナの間の婚外子である。アウグストの父の選帝侯ヨハン・ゲオルク3世の名を与えられた。後に父王から正式に認知され、フランス風の「シュヴァリエ・ド・サックス（Chevalier de Saxe）」の称号で呼ばれることになった。これはドイツ語では「リッター・フォン・ザクセン（Ritter von Sachsen）」と読み換えできる。シュヴァリエ（Chevalier）は騎士（騎士爵）を意味する語である。ヨハン・ゲオルクの甥孫で貴賤婚の出生子だったヨーゼフ・クサーヴァー・フォン・ザクセンも、同じく「シュヴァリエ・ド・サックス」と呼ばれた。

## 軍隊での昇進
最初は聖職者になることが予定され、1728年マルタ騎士団の騎士に叙任された。しかしその後、アウグスト強王の庶出の男子が皆そうであったように、ザクセン軍に入隊した。第一次・第二次シュレージエン戦争ではザクセンの騎兵隊を将軍として率いた。1756年10月15日又は16日、ロボジッツの戦いの直後、ヨハン・ゲオルクは生き残ったザクセン軍の残軍の全成員とともに、リーリエンシュタイン山にて敵方プロイセン軍に降伏した。フベルトゥスブルク条約が結ばれた直後の1763年4月、ヨハン・ゲオルクは異母兄のフリードリヒ・アウグスト・ルトフスキからザクセン軍最高司令官及びドレスデン市総督の職を引き継ぐ。1763年7月27日陸軍元帥に昇進し、七年戦争終結後のザクセン軍の組織改革を推進した。1770年1月30日、軍務を引退した。

## 晩年
1764年、ドレスデンのリーリエンシュタインに建つ、七年戦争で損傷したクールラント宮殿の復旧と増改築を、建築家フリードリヒ・アウグスト・クルプサキウスに依頼した。1764年11月27日、ヨハン・ゲオルクは1万4000ターラーでツィンツェンドルフ庭園（現在のブリューアーパルク）を購入した。彼はこの庭園内にクルプサキウス設計になる華麗なロココ様式の宮殿（いわゆるセクンドゲニトゥール宮殿）を建設した。この宮殿は、フリードリヒシュタット地区に建っていたモシンスカ宮殿（Moszinskapalais）及びブリュール宮殿（Brühlschen Palais）に次いで、ドレスデンの市壁外に建てられた史上3番目の離宮（ルストシュロス）となった。ヨハン・ゲオルクは退役後、庭園に完全に移って暮らすようになった。大掛かりな隠居所を用意したにもかかわらず、ヨハン・ゲオルクは、慣れ親しんだ賑々しい宮廷への出入りをやめなかった。長く患った後、1774年に69歳で自邸の宮殿で死去。アウグスト強王の息子たちの中で最も長生きした。遺骸はドレスデンの旧カトリック墓地に葬られた。

## 遺言
ヨハン・ゲオルクは遺言状を書き、父に認知された兄弟姉妹の中で唯一存命していたモシンスカ伯爵夫人フリーデリケ・アレクサンドリーネを単独相続人に指名した。ヨハン・ゲオルクが生前に残していた負債も同時に引き継いだ伯爵夫人は、遺産と借財を相殺するため、初めは選帝侯フリードリヒ・アウグスト3世に、次いでその弟カール公子に、庭園と宮殿を1万5000ターラーで売却することを提案した。この申し出は両者に断られたため、伯爵夫人は庭園を自分の所有のままにしようとしたが、兄から引き継いだ借財は遺産と相殺しても1万ターラーにのぼっていた。遺言の執行からまもなく、マルタ騎士団の地方管区長だったフォレル男爵という人物から異議が唱えられた。ヨハン・ゲオルクは1728年以来亡くなるまで騎士修道会に所属し、騎士団に認められた諸特権によれば彼の個人資産は全て騎士団に属するはずだ、と彼は選帝侯に訴えた。これがきっかけで起きた訴訟の結果は騎士団に有利な内容となった。ヨハン・ゲオルクは自分の作った借金の額を実際よりも過小評価していた。実際の金額は3万6000ターラーにのぼったと見なされている。ヨハン・ゲオルクの資産について改めて破産が宣告され、債権者たちが債権の80％を回収した。資産に関する負債の清算が執行された後、マルタ騎士団が相続者として受け取ることができたのはわずか5000ターラーに過ぎなかった。

## 引用
1. ↑  retrobibliothek.de:
2. ↑  dresdner-blaettl.de: Das Kurländer Palais (Memento vom 25. März 2012 im Internet Archive)
3. ↑  dresdner-stadtteile.de: